# Fernandinite
La fernandinite è un minerale appartenente al gruppo della straczekite.